# 圖爾特佩克
圖爾特佩克是墨西哥的城市，由墨西哥州負責管轄，位於該國中部，距離首都墨西哥城35公里，面積27平方公里，海拔高度2,250米，每年平均降雨量約700毫米，2005年人口110,145。

## 外部連結
- Official website （页面存档备份，存于） （西班牙文）